# Microsoft Visual Studio Express
Microsoft Visual Studio Express Edition es un programa de desarrollo en entorno de desarrollo integrado (IDE, por sus siglas en inglés) para sistemas operativos Windows desarrollado y distribuido por Microsoft Corporation. Soporta varios lenguajes de programación tales como Visual C++, Visual C#, Visual J#, ASP.NET y Visual Basic .NET, aunque actualmente se han desarrollado las extensiones necesarias para muchos otros. Es de carácter gratuito y es proporcionado por la compañía Microsoft Corporation orientándose a principiantes, estudiantes y aficionados de la programación web y de aplicaciones, ofreciéndose dicha aplicación a partir de la versión 2005 de Microsoft Visual Studio.

## Características
Visual Studio express permite a los desarrolladores crear aplicaciones, sitios y aplicaciones web, así como servicios web en cualquier entorno que soporte la plataforma .NET (a partir de la versión .net 2002, se incorpora la versión Framework 3.5, Framework 4.0 y Framework 4.5 para las ediciones 2005, 2008, 2010 y 2012). Así se pueden crear aplicaciones que se intercomuniquen entre estaciones de trabajo, páginas web y dispositivos móviles. Cabe destacar que estas ediciones son iguales al entorno de desarrollo comercial de Visual Studio Professional pero sin características avanzadas. Las ediciones que hay dentro de cada suite son:
- Visual Studio 2013 Express for Web
- Visual Studio 2013 Express for Windows
- Visual Studio 2013 Express for Windows Desktop

Adicionalmente, Microsoft ha puesto gratuitamente a disposición de todo el mundo una versión reducida de Microsoft SQL Server llamada SQL Server Express Edition cuyas principales limitaciones son que no soporta bases de datos superiores a 10 GB de tamaño, únicamente utiliza un procesador y 1 Gb de RAM y no cuenta con el Agente de SQL Server.
En el pasado se incluyeron los siguientes productos, actualmente desaparecidos en versiones como Visual Studio Express 2005, 2008 y 2012:
- Visual InterDev.
- Visual J++.
- Visual FoxPro.
- Visual SourceSafe.

## Historia
La primera versión de Visual Estudio Express fue la 2005, siendo liberada en octubre de 2005, y la versión con SP1, fue liberada en diciembre de 2006. Estas versiones se ejecutaban en Windows 2000 SP4 y sobre plataformas basadas en Windows NT.

## Productos
Visual Estudio Express consta de los siguientes productos separados
- Visual Basic Express
- Visual Web Developer Express
- Visual C++ Express
- Visual C# Express
- SQL Server Express
- Express for Windows Phone

Existe un Visual J# Express Edition liberada en 2005,pero fue descontinuada para futuras versiones.Esta versión incluida con Visual Estudio 2005 será soportada hasta el 2015 debido a la estrategia del ciclo de vida del producto.

### Visual Basic Express
Visual Basic 2005/2008 Express (pero Visual Basic 2010 no) contienen el convertidor de Visual Basic 6.0, que hace posible actualizar proyectos de esa versión a la nueva versión de Visual Basic .NET.
Las Versiones Express de Visual Basic 2005 y 2008 tienen más o menos las mismas limitaciones
- No tienen soporte IDE para bases de datos que no sean SQL Server Express y Microsoft Access.
- No tienen soporte para aplicaciones WEB con ASP.NET
- No tienen soporte para desarrollar aplicaciones en dispositivos móviles (no hay templates o emuladores).
- No tiene soporte para Crystal Reports
- Tienen pocos templates para proyectos
- Opciones limitadas para hacer debugging y breakpoints
- No tiene soporte para crear Windows Services.
- No tiene soporte para OpenMP (una interfaz de programación de aplicaciones para la programación multiproceso de memoria compartida en múltiples plataformas)
- Tiene opciones limitadas de deployment para programas terminados
- A VB Express le faltan algunas características avanzadas de las versiones estándar.

Pero a pesar del hecho de ser una versión disminuida de Visual Studio, algunas mejoras fueron realizadas desde la versión de 2005 hasta la de 2008

## Versiones
- Microsoft Visual Studio Express edition 2005.
- Microsoft Visual Studio Express edition 2008.
- Microsoft Visual Studio Express edition 2010.
- Microsoft Visual Studio Express edition 2012.
- Microsoft Visual Studio Express edition 2013.
- Microsoft Visual Studio Express edition 2015.
- Microsoft Visual Studio Express edition 2017.

## Soporte de producto para la ediciones Express
SQL Server Express así como el resto de programas incluidos, está cubierta bajo el estándar de política de apoyo de Microsoft y recibe soporte gratuito básico en instalación y en los fallos. Para la ayuda con otras preguntas, puede usarse las opciones de apoyo siguientes de Microsoft:
- Foros de Microsoft Visual Studio Express donde se puede conseguir la ayuda de otros usuarios que usan las ediciones Express, incluyendo a miembros de equipo colaborador de productos de Microsoft.
- Apoyo técnico pagado profesional para soporte telefónico y correo electrónico.
- Soporte para empresas u organizaciones sólo si la organización tiene contratos de soporte Premier (Premier support contracts) de Microsoft.